# Кенна (ураган)
Ураган «Кенна» (англ. Hurricane Kenna) — четвертий за інтенсивністю тропічний циклон, зареєстрований у басейні Східного Тихого океану, і на той час третій за силою тихоокеанський ураган, який обрушився на західне узбережжя Мексики.
Назва «Кенна» була виключена зі списку тихоокеанських назв ураганів через її вплив на Мексику, яка включала збитків на суму 101 мільйон доларів та чотири смерті. Найгірші наслідки урагану сталися між Сан–Бласом у Наяриті та Пуерто-Вальярті в Халіско, де понад 100 людей отримали поранення, а тисячі будинків та підприємств були пошкоджені або зруйновані. 95% будівель у Сан–Бласі були пошкоджені, а сотні будівель були зруйновані вздовж прибережних районів Пуерто–Вальярти.

## Метеорологічна історія

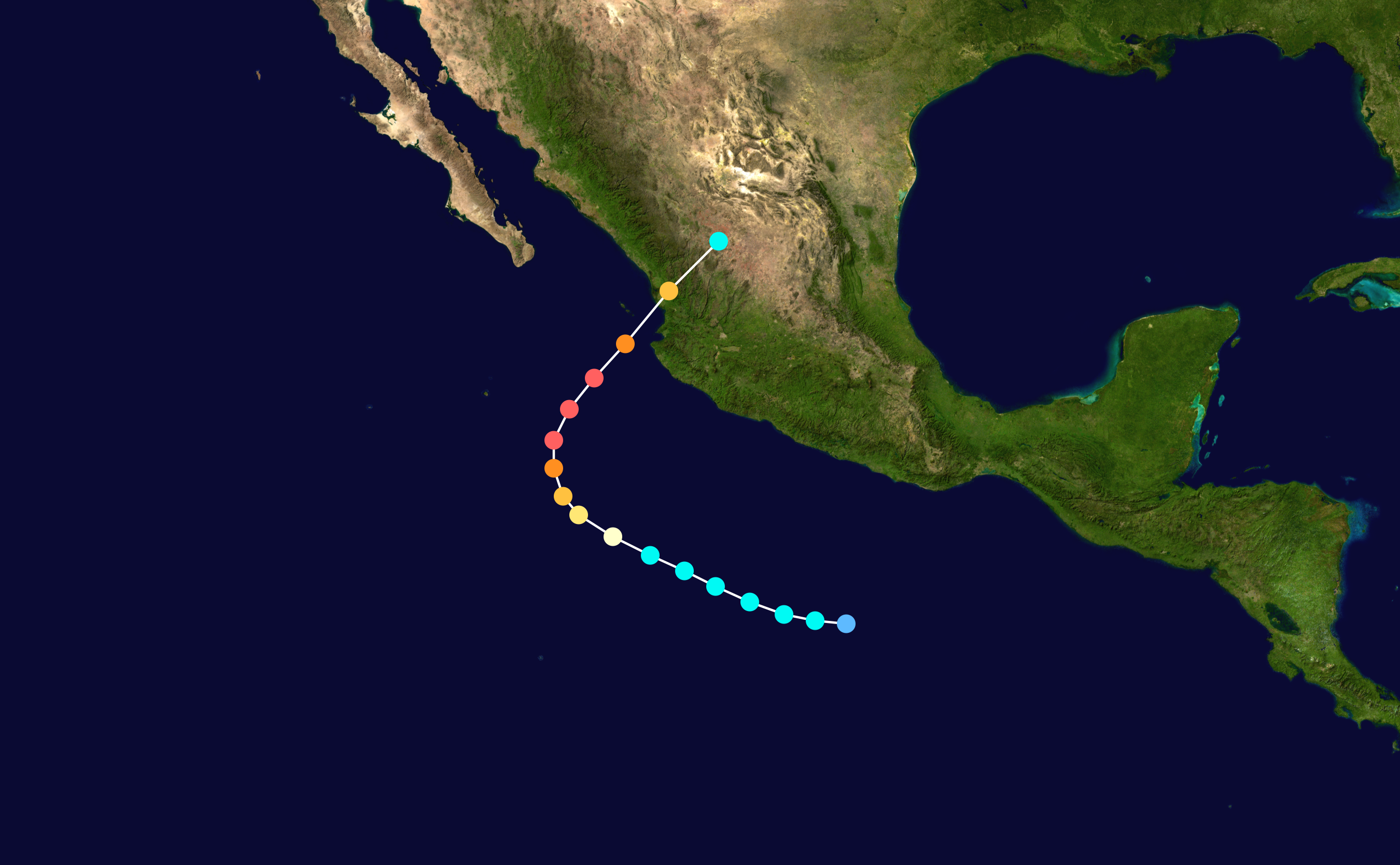
Карта шляху і інтенсивності Урагану Кенна за шкалою Саффіра–Сімпсона

Походження урагану "Кенна" можна простежити за тропічною хвилею, що рухається на захід через Карибське море 16 жовтня, можливо, тією ж хвилею, яка пройшла біля Барбадосу двома днями раніше. Хвиля увійшла у східний Тихий океан 19 жовтня, і тропічна хвиля поступово стала краще організовуватися. Умови сприяли продовженню розвитку, і класифікація розпочалася пізно 20 жовтня. На початку 22 жовтня система переросла у Тропічну депресію чотирнадцять-E, розташовуючись приблизно в 605 км на південь від Мансанільо, Коліма. Спочатку депресія була дезорганізованою, з малою внутрішньою конвективною структурою та спорадичною глибокою конвекцією. Комп’ютерні моделі передбачали збільшення зсуву вітру на 60 годин; таким чином, Національний центр ураганів прогнозує посилення депресії до пікової сили до 45  (mph) (75 км/год) до ослаблення.
Депресія швидко стала краще організовуватися із значним збільшенням конвекції поблизу центру, і через шість годин після її утворення зміцнилася в тропічний шторм Кенна. Поліпшені функції відтоку та діапазону верхнього рівня в організації. При температурі теплої води понад 29 °C (84 °F) та оновлених модельних прогнозах, що передбачають невеликий вертикальний зсуву вітру, синоптики прогнозували, що Кенна буде повільно посилюватися, щоб досягти швидкості вітру 130 миль/год (215 км/год) протягом 72 годин 22 жовтня.  Шторм переміщався на захід  а потім  на схід навколо периферії середнього рівня системи високого тиску, і спочатку не зміг зміцнитися, більша частина його конвекції пов'язана із зовнішніми дощовими смугами. 23 жовтня зовнішні смуги дощу розсіялися, а конвекція стала більш концентрованою поблизу центру, що збіглося з постійним збільшенням сили. Пізно 23 жовтня Кенна посилився в ураган, перебуваючи приблизно в 315 милях (615 км) на південний захід від Мансанільо.
Незабаром після того, як став ураганом, Кенна почала стрімко посилюватися з шириною ока 17 миль (27 км), розташованої в межах чітко вираженої центральної щільності хмар.  На початку 24 жовтня Кенна стала великим ураганом, і за 24 години вона посилилась більш ніж удвічі зі швидкістю вітру від 120 км/год до 240 км/год. Після повороту на північ та північний-схід у відповідь на потік попереду жолоба середнього та верхнього рівня, Кенна на початку 25 жовтня досягла пікових вітрів зі швидкістю 265 км/год, перебуваючи на відстані приблизно 410 км на південний захід з Пуерто - Вальярта , третій 5 -й категорії урагану сезону. Мисливці за ураганами зробили політ в ураган, коли він був майже на  піку інтенсивності, де зафіксували тиск 913 мбар (гПа), четвертий найнижчий зареєстрований тиск для тихоокеанського урагану.
Швидко після піку зсув вітру з жолоба послабив ураган, і через шість годин після досягнення пікової інтенсивності вітер у урагані Кенна знизився до 150 миль/год (240 км/год), після того, як око майже розсіялося. Незважаючи на підвищення тиску на 27  мбар за 12 годин, конвективна активність зросла до того, як Кенна вийшла на сушу . 25 жовтня ураган "Кенна" здійснив вихід  поблизу Сан–Блас у штаті Наяріт, як ураган  4категорії, з розрахунковими стійкими вітрами 140 миль/год (230 км/год). Ураган "Кенна" був на той час третім за потужністю тихоокеанським ураганом який наніс удар по Мексиці. Ураган швидко ослаб у гірській місцевості на заході Мексики, і 26 жовтня циркуляція розсіялася над западними горами Сьєрра–Мадре. Залишки продовжилися на північний схід до Мексиканської затоки та південно-східної частини Сполучених Штатів пізніше цього дня, викликаючи опади по всьому регіону.

## Підготовка

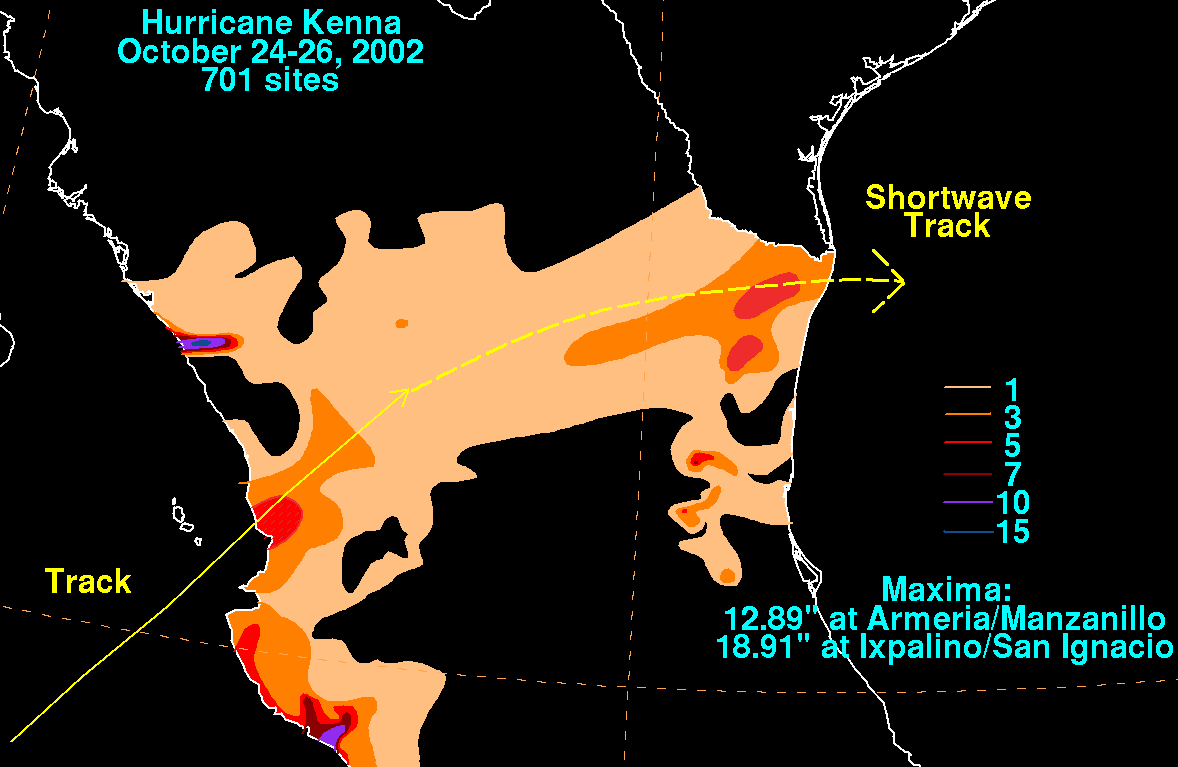
Опади урагану Кенна в Мексиці

Приблизно за 27 годин до удару урагану по суші мексиканські чиновники випустили попередження про тропічний шторм від Мазатлана до Кабо Коррієнтес, штат Халіско. Через шість годин, коли стало відомо що ураган обрушиться  на мексику, були випущені попередження про ураган з Мазатлана до Ла Фортуни , з попередженням про тропічний шторм на південь до Мансанільо.
Приблизно 8800 з 9000 мешканців, розташованих на березі моря, Сан -Блас, були евакуйовані, що в підсумку призвело до низької кількості загиблих. Чиновники наказали евакуювати 50 000 жителів та рибалок уздовж південно-західного узбережжя Мексики, у тому числі 3 000 на острові Маріас, 10 000 поблизу Мазатлану та 15 000 поблизу районів, схильних до повені. Влада закрила всі школи в потенційно уражених районах. Червоний Хрест приготували до приходу урагану 215 тонн гуманітарних вантажів, таких як продукти харчування, воду, одяг і ліки в відділення Червоного Хреста в штаті Халіско.  Допомога з півострова Юкатан доставила 10 тонн їжі та води The Mexican Red Cross prepared 20 emergency shelters in the state of Nayarit.. Червоний Хрест підготував 20 притулків для надзвичайних ситуацій у штаті Наяріт. Офіційні особи вжили заходів безпеки в Лос-Кабосі , штат Нижня Каліфорнія , де відбулося засідання Азіатсько-Тихоокеанського економічного співробітництва під час урагану. Ранні прогнози вказували на можливу загрозу зустрічі, змусивши уряд підготуватися до потенційної зустрічі с ураганом. Чиновники рекомендували човнам залишатися в порту через складні погодні мови.

## Наслідки

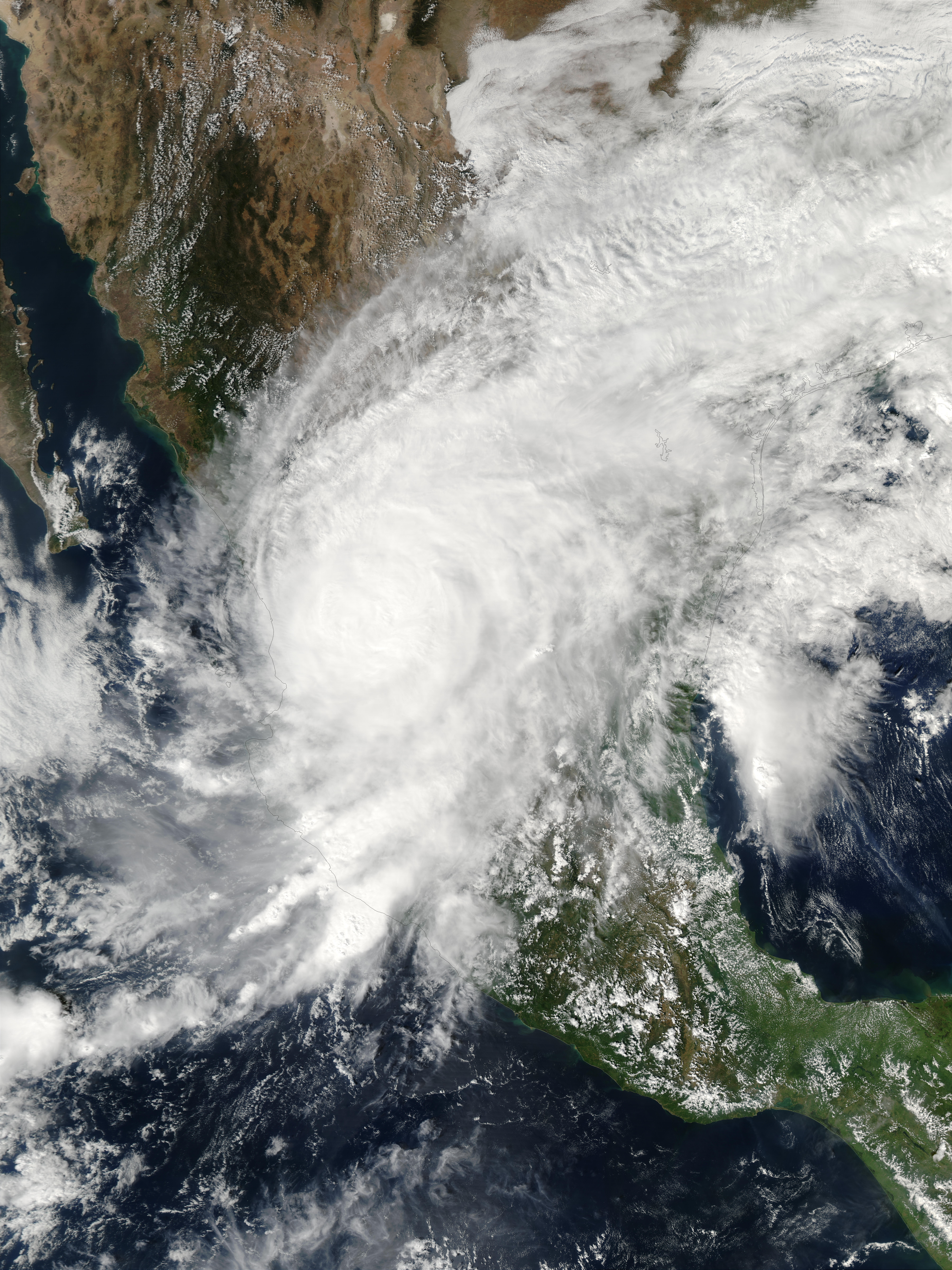
Ураган "Кенна" обрушився на Мексику 25 жовтня 2002

За проходженням урагану існує кілька офіційних спостережень на поверхні. Після досягнення суші Кенну супроводжував, за оцінками, штормовий потік у Сан–Бласі (4,9 м). Потік також торкнувся Пуерто–Вальярти , повідомляючи про хвилі висотою 10 футів (3 м), що припливають углиб країни із затоки. Ураган випав приблизно на 1,3 мм дюймів (35 мм) опадів, проходячи близько 95 миль (95 км) на схід від морського архіпелагу Іслас Маріас . За прогнозами, стійкий вітер досягав приблизно 170 миль/год (106 миль/год). На суші випало опадів, досягнувши максимуму в 480 мм (18,91 дюйма) у Сан–Ігнасіо , Сіналоа, і 12,89 дюйма (327 мм) поблизу Мансанільо, Коліма. Найвищий зареєстрований стійкий вітер на суші був близько 100 миль/год (161 км/год) у Тепіку, Наяріт, з поривами вітру в Пуерто -Вальярта, що досягали 80 миль/год (130 км/год). Ураган також спричинив сильні опади в Герреро , Мічоакані, Колімі та Халіско, а також вдарив по Південній Каліфорнії із сильним вітром і сильним штормом.
У Сан–Блазі сильний вітер пошкодив або зруйнував 95% будинків, 1540 будинків було пошкоджено, а 8800 постраждали. Великі комерційні човни з креветками були знесені на 900 футів (275 м) углиб країни з їх доків. Літня жінка загинула в місті, коли на неї обвалилася стіна її будинку. Великі частини міста були вкриті будівельним сміттям та піском, вимитим з океану. В іншому місці в Наяріті літаючі уламки вбили людину в Сантьяго Ескуїнтла. Там двоє літніх чоловіків потонули, один впавши в річку. Вважалося, що обидва були вбиті під час шторму, коли вони тікали з будинків.  Ураган  «Сантьяго Ішкуїнтла» пошкодив 3770 будинків, а по всьому Наяріту сильний вітер від урагану зруйнував дахи сотень будинків. Федеральні органи влади втратили зв'язок щонайменше з 30 селами через сильний вітер. Кенна знищила весь урожай бананів, тютюну та помідорів у сільських районах Сан-Блас, Текуала та Акапонета , залишивши понад 700 фермерів -натуралістів та їхніх сімей потребуючими води та їжі.
У Пуерто-Вальярті , приблизно в 100 милях (164 км) на південний схід від місця розташування суші, штормовий сплеск призвів до загальної шкоди в розмірі 5 мільйонів доларів США, насамперед готелям. Вода затопила готелі та інші прибережні райони і поширилася на відстань до 100 метрів углиб країни. Затоплені до пояса вода заливалп фургони та автомобілі. Проходження урагану знищило 150 магазинів біля океану та значні пошкодження трьох готелів. Пошкодження порту міста були незначними.
Ураган поранив щонайменше 52 у Пуерто-Вальярті і десятки в Сан-Блазі від широко розповсюдженого літаючого скла та інших форм уламків, причому дві людини отримали серйозні травми через ураган. Десять муніципалітетів зазнали значних збитків, загальна сума страхових збитків у Мексиці 96 мільйонів доларів США. Опади від урагану поширилися по північній частині Мексики, спричинивши незначні повені та зливи.  Залишки Кенни потрапили на південь центральної частини США 26 жовтня, що призвело до посилення опадів у різних місцях.

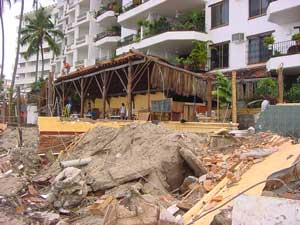
Damage in Puerto Vallarta

Після закінчення сезону Всесвітня метеорологічна організація замінила ім'я Кенна на Каріна.
Уряд Мексики оголосило регіон в Наяріта поруч з точкою виходу Кенна в зоні стихійного лиха, що дозволяє використання надзвичайних засобів. Відразу після подолання урагану Червоний Хрест підготував 180 технічних працівників та волонтерів із семи штатів для доставки 125  тонн їжі, ліків та одягу до найбільш постраждалих районів. Уряд Мексики розгорнув мексиканську армію в цьому районі для прибирання повалених дерев та встановлення водоочисних споруд для надання допомоги постраждалому населенню мексиканський флот був направлений на допомогу для підтримки медичного персоналу в районі Сан-Блас, а урядовий Департамент розвитку сім’ї допомагав мексиканському Червоному Хресту в доставці продуктів харчування. Група Модело , пивовари пива Corona , відправило 6600  галонів (25000 літрів) питної води та 1000 наборів продуктів для району Сан-Блас.
Ек'скаватори та самоскиди поступово вивозили сміття та пісок із Сан-Бласа. Десятки власників магазинів, муніципальних службовців та волонтерів у Пуерто-Валарта працювали над розчищенням сміття, спричиненого штормом. Решта магазинів, барів та магазинів розмістили на своїх вітринах вивіски з описом того, що вони відкриті, намагаючись залучити туристів, які ще перебувають у місті.  Приблизно через два місяці після урагану більшість готелів, ресторанів і магазинів були знову відкриті.